# Influencias
Influencias es el título del álbum de estudio grabado por el intérprete puertorriqueño-estadounidense Chayanne. Fue lanzado al mercado bajo los sellos discográficos Sony Latin y Columbia Records el 27 de septiembre de 1994.
Chayanne pretende rendir con este álbum un homenaje a todos aquellos artistas que de alguna manera han influido en su estilo musical. Así, se incluyen canciones de artistas ya consagrados, como Julio Iglesias, Roberto Carlos, Manuel Alejandro, Juan Gabriel, José Feliciano y Rubén Blades, entre otros.

## Lista de canciones
| Influencias |                                    |                                                                   |                                           |          |  |
| N.º         | Título                             | Escritor(es)                                                      | Intréprete original                       | Duración |  |
| 1.          | «La vida sigue igual»              | Julio Iglesias                                                    | Julio Iglesias                            | 4:35     |  |
| 2.          | «Amada, amante»                    | Roberto Carlos · Erasmo Carlos · Buddy McCluskey · Mary McCluskey | Roberto Carlos · Danny Rivera · Los Galos | 4:53     |  |
| 3.          | «Una muchacha y una guitarra»      | Óscar Anderle                                                     | Sandro                                    | 3:30     |  |
| 4.          | «Yo soy aquel»                     | Manuel Alejandro                                                  | Raphael                                   | 4:24     |  |
| 5.          | «Pavo real/Agarrense de las manos» | José María Purón                                                  | José Luis Rodríguez "El Puma"             | 4:26     |  |
| 6.          | «Gavilán o paloma»                 | Rafael Pérez Botija                                               | José José · Pablo Abraira                 | 4:23     |  |
| 7.          | «Querida»                          | Juan Gabriel                                                      | Juan Gabriel                              | 4:38     |  |
| 8.          | «Amor libre»                       | Camilo Blanes                                                     | Camilo Sesto                              | 3:52     |  |
| 9.          | «Paso la vida pensando»            | José Feliciano · Leonardo Schutz                                  | José Feliciano                            | 3:57     |  |
| 10.         | «Pedro Navaja»                     | Rubén Blades                                                      | Rubén Blades                              | 7:31     |  |
| 46:05       |                                    |                                                                   |                                           |          |  |

- Datos: Q2886975